# 双斑蛸
双斑蛸（学名：Octopus bimaculatus）为蛸科蛸属的动物。分布于马来群岛、夏威夷群岛、加里福尼亚、圣萨尔瓦多、巴拿马、斯里兰卡、印度海域，包括东海、南海等海域，生活环境为海水，多生活于潮下带或潮间带的洞穴、石下以及岩礁缝间。该物种的模式产地在圣迭戈。